# Ceresium helleri
Ceresium helleri là một loài bọ cánh cứng trong họ Cerambycidae.